# Бенешевич Володимир Миколайович
Бенешевич Володимир Миколайович (нар. 9 серпня 1874, Друя, Віленська губернія — 27 грудня 1938, Ленінград) — російський і радянський юрист (спеціаліст в області церковного права) і історик, візантініст, палеограф, член-кореспондент РАН (1924), член Імператорського православного палестинського товариства. 

## Доробок
Визначною заслугою Б. стало видання «Корпусу грецьких надписів» («Corpus inscriptionum Graecarum», у 4-х тт., 10-ти випусках, які містили бл. 10 тис. грецьких написів; 1825 р. — 1-й випуск, 1853 р. — останній), що заклало основи грецької епіграфіки. Підсумковою працею (опублікованою посмертно) «Encyclopadie und Methodologie der philologischen Wissenschaften» («Енциклопедія та методологія філологічних наук», 1877) Б. вніс значний внесок у становлення та розвиток нової галузі філології. Окремий предмет вивчення Б. — мало популярна в науковій літературі того часу тема — фінансове господарство Афін, наслідком чого стало видання капітальної праці в 3-х тт. «Die Staatshaltung der Athener» («Державне господарство афінян»,1817).